# Phora orientis
Phora orientis är en tvåvingeart som beskrevs av Goto 2006. Phora orientis ingår i släktet Phora och familjen puckelflugor. Inga underarter finns listade i Catalogue of Life.